# Zune Marketplace
Zune Marketplace — интегрированный с Zune software и Xbox 360 онлайн-магазин музыки, видео и подкастов. Несмотря на то, что в магазине изначально было представлено два миллиона песен, в настоящий момент их количество увеличилось до шести миллионов, 90 % которых не защищены DRM. Помимо музыки в Zune Marketplace представлены подкасты, ТВ-шоу, музыкальные клипы, и полнометражные фильмы. Музыка в Zune Marketplace предоставляется такими компаниями, как EMI, Warner Music Group, Sony BMG и Universal Music Group, а также меньшими музыкальными лейблами. Как и другие компании в музыкальном бизнесе, команда Zune в Microsoft включает музыкальных, телевизионных, киноэкспертов и экспертов по подкастам, ответственных за редакционный контент и программирование.
С 16 октября сервис был заменен на Xbox Music. Также Xbox Music входит в состав Windows 8.

## Музыка
Музыка представлена в DRM-защищенном формате WMA (битрейт 640 кбит/с), или в свободном от DRM-защиты формате MP3 (до 320 кбит/с). Можно приобрести альбом или конкретные композиции, оплачивая песни поштучно или альбом целиком. Неограниченная загрузка платного контента доступна обладателям ежемесячной/ежеквартальной подписки Zune Pass.
Использование композиций, загруженных из Zune Marketplace, ограничено DRM-защитой. Система ограничений похожа на таковую в PlaysForSure, но с некоторыми отличиями: купленные у партнеров PlaysForSure композиции не будут проигрываться в Zune Software или на устройстве Zune, хотя обратный вариант (воспроизведение DRM-защищенных композиций, купленных в Zune Marketplace, на устройствах, сертифицированных PlaysForSure) возможен. Некоторые организации, включая Electronic Frontier Foundation, подвергли Zune критике за невозможность воспроизвести PlaysForSure контент. Версия Zune DRM «9.1», в то время как DRM PlaysForSure имеет версию «9». Несмотря на то, что Windows Media DRM можно было убрать несколькими программами, никто не мог убрать защиту Zune DRM до 14 июля 2007 года, когда одно из приложений («FairUse4WM») было обновлено с добавлением возможности снять накладываемые Zune DRM ограничения. Однако уже 6 сентября 2007 года, обновление от Microsoft сломало FairUse4WM снова, таким образом никто с обновленной лицензией уже не может убрать DRM. Обновление ПО Zune Software до самой последней версии (3.1, выпущено в ноябре 2008) не затронет функционирование работающих DRM компонентов.
Покупки совершаются через систему, которая называется Microsoft Points, в которой пользователи платят US5$ за 400 очков, которые можно использовать для загрузки композиции по цене 79 очков за одну песню. Стоимость и минимальный размер покупки варьируется в зависимости от используемой иностранной валюты и налогов. Те же очки, которые используются в Zune Marketplace, используются и для покупки контента в Xbox Live Marketplace, который в скором времени будет заменен на Zune Marketplace. Купленные композиции также могут быть записаны на обычный аудио CD.
С июня 2009 года, в качестве альтернативы Microsoft Points, появился сервис подписки Zune Pass, который дает возможность пользователям фиксированную месячную плату в размере US$14.99. Подписчики Zune Pass могут загружать музыку в неограниченных количествах, однако загруженные таким образом композиции нельзя будет записать на аудио CD до полноценной покупки. Они также перестанут проигрываться по истечении подписки, или если в будущем Microsoft решит прекратить поддержку этого сервиса. Zune Pass дает возможность обмениваться и загружать композиции между 3 проигрывателями Zune, а также тремя компьютерами. Подписчики Zune Pass также могут сохранить 10 композиций в месяц, в рамках 10-song credit. По мере доступности данные композиции могут быть приобретены как свободные от DRM-защиты MP3 файлы.
Прошивки Zune версии 3.0 и выше предоставляют доступ к Zune Marketplace посредством подключения через Wi-Fi. Чтобы помочь усовершенствовать данную функцию, Microsoft договорилась с Wayport, чтобы предоставить доступ Zune к их сети из более чем 10,000 точек доступа Wi-Fi, включая рестораны McDonald's.

## ТВ и фильмы
С новым обновлением ПО Zune версии 4.0, Zune Marketplace включает полнометражные фильмы, в дополнение к доступным изначально ТВ шоу, подкастам, и музыкальным клипам. В конце осени 2009 года, Zune Video Marketplace станет доступным через Xbox Live Marketplace. Новый Marketplace включает фильмы и ТВ шоу, которые можно проиграть на Zune HD, Xbox и персональном компьютере. Здесь также будут представлены HD фильмы, некоторые из которых имеют пятиканальный звук; также доступна потоковая трансляция в 1080p. Фильмы можно приобрести или взять напрокат, также доступны вечеринки с совместными просмотрами фильма («Movie Parties»).